# Église Santa Maria Vertecoeli de Naples
L'église Santa Maria Vertecoeli est un lieu de culte baroque désaffecté de Naples située dans la voie éponyme.

## Histoire
L'église était à l'origine une chapelle située le long d'un cardo reliant le Largo Donnaregina au Decumano Maggiore ; elle appartenait à une congrégation de laïcs qui consacraient leur temps à la collecte d'aumônes. La première construction du bâtiment remonte au XVIIe siècle. Le nom dérive très probablement de la famille Vertecelli.
Au cours du siècle, le pouvoir de la congrégation grandit et elle confia le projet de reconstruction du bâtiment à l'architecte Bartolomeo Granucci, qui créa un bâtiment plus grand que celui préexistant. Le projet débuta en 1729 et s'acheva en 1738. Le concepteur a également fourni les dessins des stucs, tant extérieurs qu'intérieurs et les dessins des parties en piperno réalisés par Giovanni Saggese.  
L'église, propriété de la municipalité de Naples, est fermée depuis le tremblement de terre de 1980, précisément depuis 1981 ; en 2017, la façade, en mauvais état, a été restaurée. L'intérieur est encore inutilisable aujourd'hui.

## Description
La façade est clairement baroque, avec une riche décoration en stuc laquelle utilise des symboles mortuaires (crânes, os).
À l'intérieur ont été conservés quelques précieux autels en marbre polychrome : certains d'entre eux, en effet, ont été volés dans les années 1990 et retrouvés à Paris et à Rome ; par la suite, ils ont été renvoyés à Naples, où ils sont encore aujourd'hui conservés dans les entrepôts municipaux. Le plancher a aussi été enlevé ; le seul autel présent, le principal, a été décrit par Chiarini comme un bel autel en marbre coloré. Au-dessus se trouvait une toile représentant la Madonna delle Grazie avec les âmes purgatives de Giuseppe De Vivo, aujourd'hui conservée.